# Ciclofilina

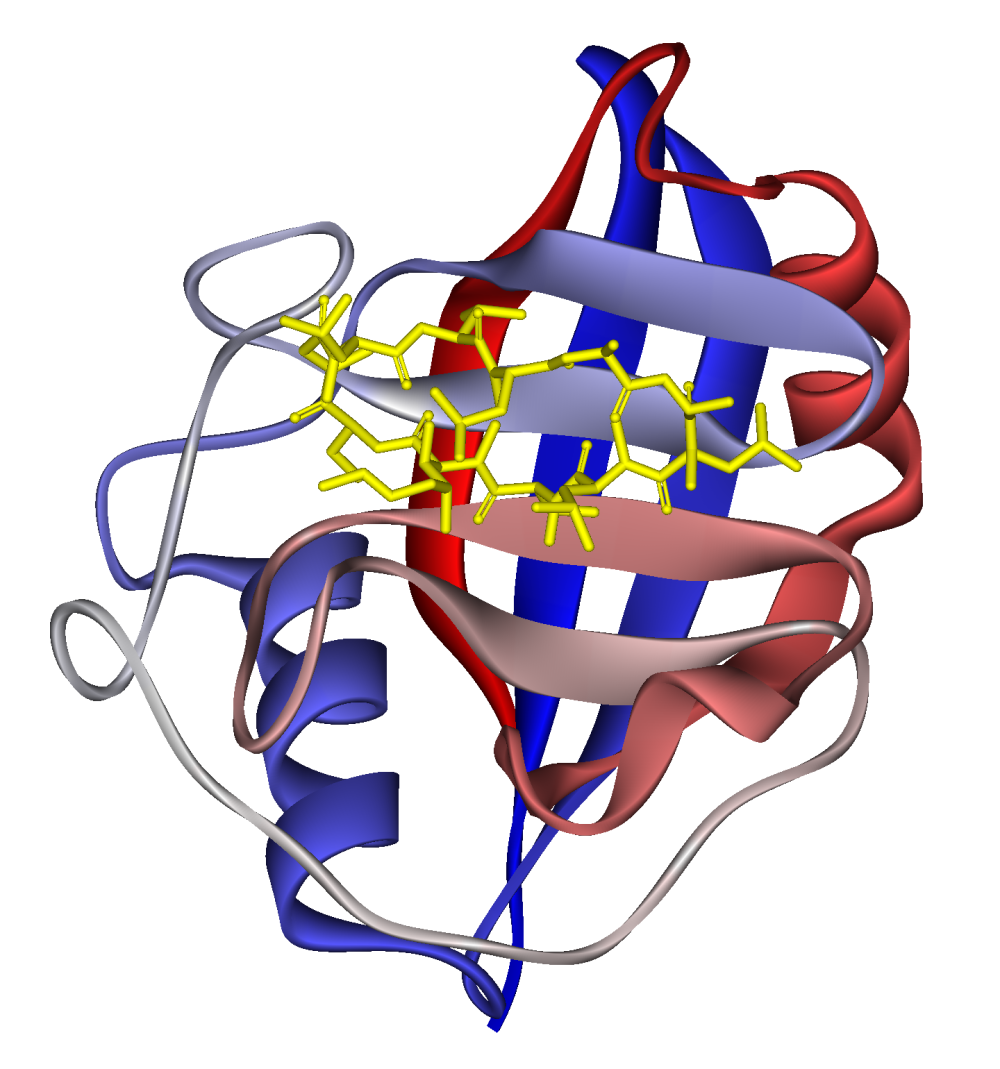
Complexo entre a ciclofilina e a ciclosporina

A ciclofilina é uma enzima. É uma isomerase, mais propriamente uma peptidil-prolil cis-trans isomerase.

## Funções
- Liga-se à calcineurina, inibindo a sua função de fosfatase.

Em plantas: liga-se a Adenina Nucleotídeo Traslocase na membrana externa mitocondrial ativada por íons cálcio e promove o PTP (poro de permeabilidade transitória) liberando o citocromo c envolvido na Apoptose Celular ou PCD (morte celular programada)